# Spotkałem nawet szczęśliwych Cyganów
Spotkałem nawet szczęśliwych Cyganów (serb. Skupljaci perja) – film produkcji jugosłowiańskiej z 1967 roku w reżyserii Aleksandra Petrovicia. Obraz zdobył Grand Prix Jury i Nagrodę FIPRESCI na 20. MFF w Cannes. Był również nominowany do Oscara i Złotego Globu za najlepszy film nieanglojęzyczny.

## Fabuła
Akcja toczy się w Jugosławii, w latach 60. XX wieku, w środowisku tamtejszych Cyganów. Jeden z bohaterów – Bora, jest zakochany w pasierbicy swojego konkurenta handlowego – Mirty, nie dbając o wcześnie podstarzałą żonę, ani gromadkę dzieci. 

## Główne role
- Bekim Fehmiu – Bora
- Velimir Bata Živojinović – Mirta
- Gordana Jovanovic – Tisa
- Olivera Katarina – Lence
- Mija Aleksić – Otac Pavle
- Etelka Filipovski – żona Bory
- Milivoje Djordjevic – Sandor
- Rahela Ferari – Igumanija